# Västergötlands runinskrifter 44
Västergötlands runinskrifter 44 är en vikingatida runsten vid Skalunda kyrka, Skalunda socken och Lidköpings kommun. Runstenen är av sandsten.. Stenen saknar sin nedre del och den bevarade delen mäter 1,07 meter gånger 1,18 meter. Runhöjden är 14 centimeter. Stenen påträffades i kyrkans golv och togs ut 1869. Den restes först vid södra kyrkväggen för att på 1920-talet flyttas till sin nuvarande plats på kyrkogården, mitt emot Vg 45.

## Inskriften
Inskriftens första namn är förstört men har innehållit slutledet "-idr eller -fridr". Det har sannolikt rört sig om ett kvinnonamn såsom Ingiriðr eller Holmfriðr.
Translitterering av runraden:
...(r)iþr × risþi × stin + eftiʀ × sunu × sina × suin × ...
Normalisering till runsvenska:
...riðr ræisti stæin æftiʀ sunu sina, Svæin ...
Översättning till nusvenska:
... reste stenen efter sina söner, Sven ...